# 藤原秀行
藤原 秀行（ふじわら ひでゆき、1923年1月1日 - 1986年5月21日）は、日本の作曲家。代表曲に『アカシアの雨がやむとき』（歌唱 西田佐知子）など。本名は政利（まさとし）。
愛媛県出身。
1958年に日本マーキュリー、1960年に日本グラモフォン（後の日本ポリドール）の専属作曲家となる。
1986年5月21日、東京で死去した。